# Bernard Darwin

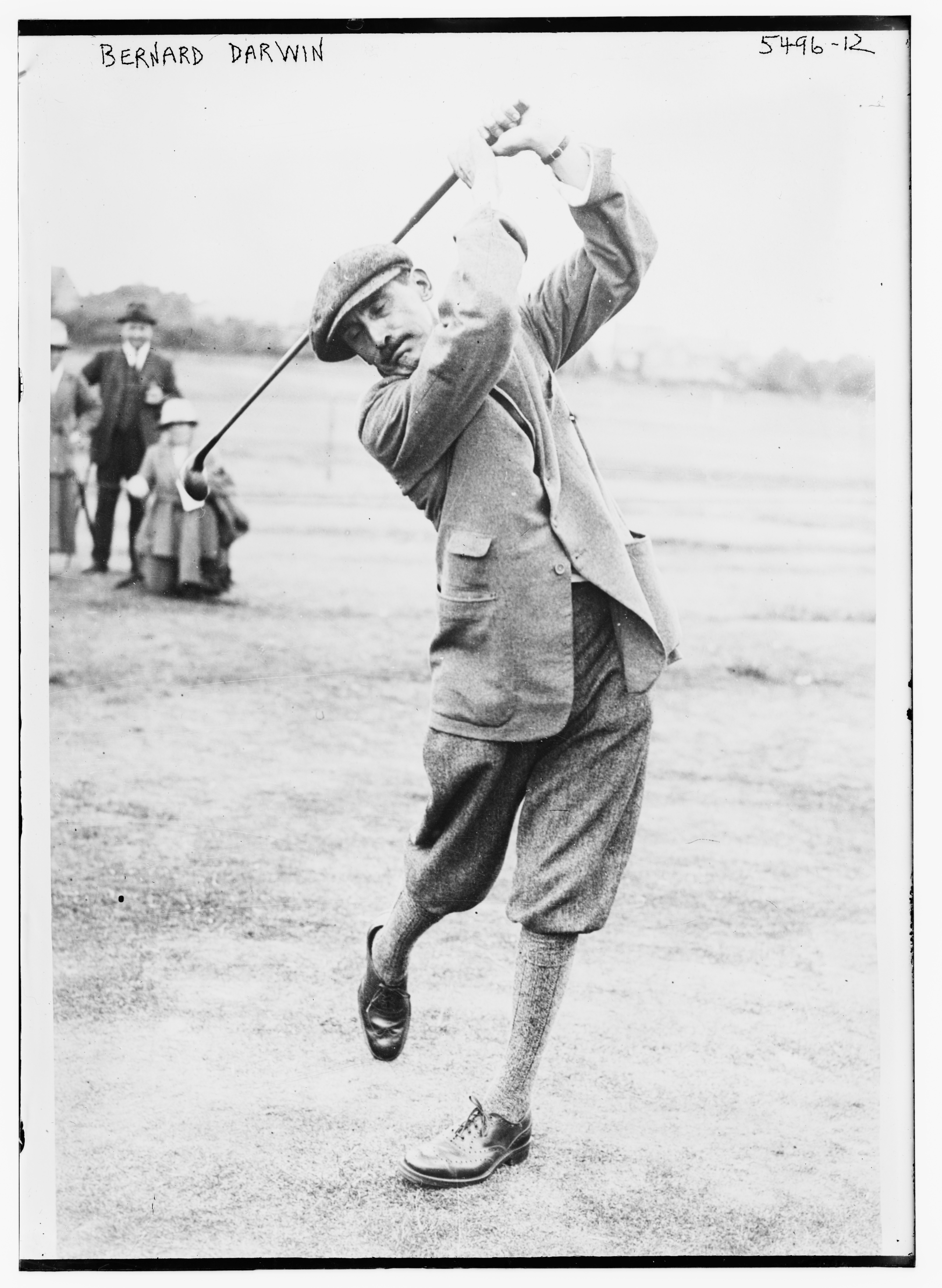
Bernard Richard Meirion Darwin (1900)

Bernard Richard Meirion Darwin CBE JP (* 7. September 1876; † 18. Oktober 1961 in Cambridge) war ein britischer Jurist, Sportjournalist und Schriftsteller.

## Leben
Darwin war der Sohn von Francis Darwin (1848–1925) und seiner Frau Amy Ruck († 11. September 1876). Nachdem seine Mutter vier Tage nach der Geburt an Kindbettfieber gestorben war, wuchs er bei seinen Großeltern auf. Sein Großvater war der berühmte Naturforscher Charles Darwin (1809–1882). Nachdem sein Vater 1883 Ellen Wordsworth Croft geheiratet hatte, wuchs er in der neuen Familie auf.
Darwin bekam seine Ausbildung auf dem Eton College und studierte an der Universität Cambridge. In Cambridge spielte er Golf, wo er drei Jahre hintereinander (1895–1897) den University Sporting Blue-Preis gewann und im letzten Jahr sogar Mannschaftskapitän war. Neben seiner Tätigkeit als Jurist schrieb er Sportartikel in der The Times und in der Country Life. Bernard Darwin schrieb mehrere Bücher über den Golfsport sowie über Cricket. Im Jahre 1934 wurde er Kapitän der The Royal and Ancient Golf Club of St Andrews.
Bernard Darwin wurde 2005 posthum in die World Golf Hall of Fame gewählt.

## Heirat und Nachkommen
Im Jahre 1906 heiratete Bernard Darwin in London die irische Künstlerin Elinor Mary Monsell (1871–1954). Aus der Ehe gingen zwei Kinder hervor:
- Ursula Frances (1908–2010)
 ⚭ 1935–1950 Julian Trevelyan (1910–1988)
 ⚭ 1953–1965 Norman Mommens (1922–2000)
- Robert Vere (1910–1974)

## Weblink
- Bernard Darwin. golfonline.com (englisch).